# EC KAC 2009/10
Sezona 2009/10 je bila za klub EC KAC ?. sezona v najvišji kategoriji avstrijskega hokeja na ledu - Avstrijski hokejski ligi. Domače tekme so igrali v celovški Stadthalle. Redni del se je začel 10. septembra 2009.

## Redni del Avstrijske hokejske lige

### Končna lestvica
| #   | Klub                      | OT | Z  | PP | P  | GR  | T  |
| --- | ------------------------- | -- | -- | -- | -- | --- | -- |
| 1.  | Graz 99ers                | 54 | 36 | 5  | 18 | +65 | 77 |
| 2.  | EC Red Bull Salzburg      | 54 | 33 | 5  | 21 | +45 | 71 |
| 3.  | Vienna Capitals           | 54 | 3  | 4  | 21 | +37 | 70 |
| 4.  | EHC Black Wings Linz      | 54 | 30 | 9  | 24 | +26 | 69 |
| 5.  | VSV EC                    | 54 | 29 | 2  | 25 | -12 | 60 |
| 6.  | Alba Volán Székesfehérvár | 54 | 25 | 7  | 29 | -19 | 57 |
| 7.  | EC KAC                    | 54 | 27 | 3  | 27 | +7  | 57 |
| 8.  | KHL Medveščak             | 54 | 25 | 7  | 29 | -22 | 57 |
|     |                           |    |    |    |    |     |    |
| 9.  | HK Acroni Jesenice        | 54 | 16 | 7  | 38 | -57 | 39 |
| 10. | HDD Tilia Olimpija        | 54 | 16 | 5  | 38 | -70 | 37 |

## Postava
| Vratarji | Vratarji | Vratarji          | Vratarji    | Vratarji           | Vratarji |
| -------- | -------- | ----------------- | ----------- | ------------------ | -------- |
| #        |          | Igralec           | Boljša roka | Kraj rojstva       |          |
| 23       | Avstrija | Hannes Enzenhofer | leva        | Celovec, Avstrija  |          |
| 30       | Avstrija | René Swette       | leva        | Lustenau, Avstrija |          |

| Branilci | Branilci | Branilci          | Branilci    | Branilci                             | Branilci |
| -------- | -------- | ----------------- | ----------- | ------------------------------------ | -------- |
| #        |          | Igralec           | Boljša roka | Kraj rojstva                         |          |
| 7        | Avstrija | Herbert Ratz      | desna       | Völkermarkt, Avstrija                |          |
| 13       | Avstrija | Johannes Kirisits | desna       | Celovec, Avstrija                    |          |
| 14       | Avstrija | Johannes Reichel  | leva        | Celovec, Avstrija                    |          |
| 25       | Kanada   | Kirk Furey        | leva        | Glace Bay, Nova Škotska, Kanada      |          |
| 28       | Avstrija | Martin Schumnig   | desna       |                                      |          |
| 47       | Kanada   | Jeff Tory         | desna       | Burnaby, Britanska Kolumbija, Kanada |          |
| 55       | Avstrija | Fabian Scholz     | leva        | Zell am See, Avstrija                |          |
| 77       | Kanada   | Sean Brown        | leva        |                                      |          |

| Napadalci | Napadalci | Napadalci           | Napadalci   | Napadalci                  | Napadalci |
| --------- | --------- | ------------------- | ----------- | -------------------------- | --------- |
| #         |           | Igralec             | Boljša roka | Kraj rojstva               |           |
| 4         | Avstrija  | Markus Pirmann      | leva        | Celovec, Avstrija          |           |
| 15        | Avstrija  | Paul Schellander    | desna       | Celovec, Avstrija          |           |
| 17        | Avstrija  | Gregor Hager        | leva        | Celovec, Avstrija          |           |
| 18        | Avstrija  | Silvio Jakobitsch   | leva        | Celovec, Avstrija          |           |
| 19        | Avstrija  | Stephan Geier       | leva        | Judenburg, Avstrija        |           |
| 20        | Kanada    | Mike Craig          | desna       | London, Ontario, Kanada    |           |
| 21        | Avstrija  | Manuel Geier        | leva        | Judenburg, Avstrija        |           |
| 27        | Avstrija  | Thomas Hundertpfund | leva        | Celovec, Avstrija          |           |
| 29        | Avstrija  | Christoph Brandner  | leva        | Bruck an der Mur, Avstrija |           |
| 39        | Avstrija  | Jeff Shantz         | desna       | Duchess, Alberta, Kanada   |           |
| 45        | Avstrija  | David Schuller      | leva        | Kapfenberg, Avstrija       |           |
| 54        | Kanada    | Andrew Schneider    | leva        | Edmonton, Alberta, Kanada  |           |
| 74        | Avstrija  | Dieter Kalt         | desna       | Celovec, Avstrija          |           |
| 89        | Avstrija  | Raphael Herburger   | leva        | Dornbirn, Avstrija         |           |

## Trener
| Trenerska statistika | Trenerska statistika | Trenerska statistika | Trenerska statistika | Trenerska statistika | Trenerska statistika |                            |
| -------------------- | -------------------- | -------------------- | -------------------- | -------------------- | -------------------- | -------------------------- |
|                      | Trener               | Prva tekma v klubu   | Zadnja tekma v klubu | Zmag                 | Porazov              | Kraj rojstva               |
| Kanada · Avstrija    | Emanuel Viveiros     | 10. september 2009   | trenutni trener      |                      |                      | St Albert, Alberta, Kanada |